# Satsumasendai
Satsumasendai (薩摩川内市?) è una città giapponese della prefettura di Kagoshima.